# Solva nigricoxalis
Solva nigricoxalis är en tvåvingeart som beskrevs av Adisoemarto 1973. Solva nigricoxalis ingår i släktet Solva och familjen lövträdsflugor. Inga underarter finns listade i Catalogue of Life.